# 타지키스탄의 여자 배우 목록
다음은 타지키스탄의 여자 배우 목록이다.

## 나
- 하이리 나자로바

## 다
- 마니자 다블라트

## 라
- 니기나 라우포나

## 마
- 하니파 마블랴노바

## 바
- 굴체흐라 바코에바
- 삽산 반디쇼에바

## 사
- 삽자존 쇼이스모일로바
- 샤브나미 수라이요

## 아
- 제보 아민조다
- 스탈리나 아자마토바
- 아지자 아지모바
- 오이디나 우스모노바
- 무타바르 이브라히모바
- 미럄 이코에바

## 카
- 말리카 칼란다로바
- 마보리드 코시모바
- 무샤라프 코시모바

## 타
- 소피아 투이보에바

## 파
- 투흐파 포지모바